# Detlef van Vuuren
Detlef Peter van Vuuren (Beverwijk, 21 december 1970) is een Nederlands hoogleraar milieukunde  aan de Universiteit Utrecht. Aan Van Vuuren werd in 2024 de Spinozapremie toegekend. Van Vuuren is sinds 2018 lid van de Koninklijke Nederlandse Akademie van Wetenschappen.

## Leven en werk
Van Vuuren studeerde tussen 1989 en 1995 scheikunde en milieuwetenschappen in Utrecht, en een jaartje bestuurskunde in Leiden. Sinds 2000 werkt hij bij het Planbureau voor de Leefomgeving. In 2007 promoveerde hij aan de Universiteit Utrecht. In 2011 werd Van Vuuren in Utrecht benoemd tot hoogleraar "geïntegreerde beoordeling van mondiale milieuveranderingen". In 2018 werd hij benoemd tot lid van de KNAW en in datzelfde jaar nam hij ook de Huibregtsenprijs in ontvangst. In 2024 ontving hij de Spinozapremie, de hoogste Nederlandse wetenschappelijke onderscheiding.
Van Vuuren richt zich op wereldwijde duurzaamheidsvraagtstukken. Hij ontwikkelt modellen waarmee toekomstige klimaat- en milieuveranderingen door middel van scenario’s kunnen worden verkend. Hij schreef mee aan diverse rapporten over klimaatverandering, onder meer van het UNEP en de klimaatscenario’s van het IPCC. De Volkskrant noemde Van Vuuren daarom niet minder dan "de broeikasboekhouder" van de wereld. Hiernaast is van Vuuren ook betrokken bij de opleidingen Aardwetenschappen en Mileu-Natuurwetenschappen van de Universiteit Utrecht.

## Prijzen[5]
- Award for Excellent Performance 2011
- Highly Cited Researcher 2017 by Web of Science
- Elected member of the Royal Netherlands Academy of Arts and Sciences (KNAW) (2018)
- ERC Consolidator Grant 2018 ‘PICASSO’
- Highly Cited Researcher 2018 by Web of Science
- Huibregtsenprijs 2018
- Highly Cited Researcher 2019 by Web of Science (tweemaal)
- Highly Cited Researcher 2020 by Web of Science (driemaal)
- Highly Cited Researcher 2021 by Web of Science (driemaal)
- Listed at 4th most influential climate scientist world by Reuters (2021)
- Highly Cited Researcher 2022 by Web of Science (driemaal)
- Highly Cited Researcher 2023 by Web of Science (driemaal)
- Spinozaprijs (2024)

## Publicaties (selectie)
- Belangrijkste publicaties